# Juan Carlos Argueta
Juan Carlos „Camilo” Argueta Argueta (ur. 18 maja 2000 w San Francisco Gotera) – salwadorski piłkarz występujący na pozycji napastnika, reprezentant Salwadoru, od 2024 roku zawodnik Isidro Metapán.